# Sexhandel in Thailand
Der Menschenhandel in Thailand konzentriert sich auf die sexuelle Ausbeutung und Zwangsarbeit von Frauen, Männern und Kindern. Nach dem TIP-Bericht gehört Thailand zu den „Tier 2“-Ländern, was bedeutet, dass die Regierung des Landes die Mindeststandards zur Bekämpfung von Menschenhandel nicht vollständig einhält, allerdings erhebliche Anstrengungen unternimmt, um sich mit diesen Standards in Einklang zu bringen.

## Ursachen des Menschenhandels
Die Nachfrage und Anwerbung nach Jugend, Jungfräulichkeit und Unschuld ist eine der Gründe, wieso Mädchen und junge Frauen für die Prostitution rekrutiert werden. Die „Einfachheit, Loyalität, Zuneigung und Unschuld“ thailändischer Prostituierter sollen nach wissenschaftlichen Untersuchungen die Attraktivität bei Kunden steigern. Pädophile und Sextouristen, ohne exklusiv sexuellem Interesse an Kindern, begünstigen die zunehmende Rekrutierung von jungen Menschen und Kindern.
Die Zunahme an HIV-Infektionen ist ein weiterer Grund für die Rekrutierung immer jüngerer Menschen. Es wird damit geworben, dass jüngere Menschen nicht mit der Krankheit infiziert sind.

## Methoden der Menschenhändler
Eine altbewährte Methode ist die Anwerbung von Menschen aus Dörfern ärmlicherer Regionen mit dem vorgespiegelten Versprechen einer lukrativeren Arbeit in der Stadt, als Tänzer, Kellner, Haushilfe oder Verkäufer anstatt einem Bordell oder „Massagesalon“. Eine andere Form ist die Rekrutierung durch andere Mädchen, indem diese ein Vertrauensverhältnis zum ausgewählten Opfer aufbauen. Der direkte Kauf einer Tochter oder eines Sohnes bei verarmten Familien. Androhung von Gewalt, Nötigung, Geldleihe an die Familie zur Verschuldung mit hohen Zinsen, Heiratsschwindel, Loverboy-Methode, Drohungen und Diebstahl der Ausweisdokumente sind weitere Methoden. Eine neu auftretende Methode ist die direkte Verschleppung und Rekrutierung von Opfern ohne Zwischenhändler in andere Länder. Bei dieser sollen die Opfer nach der Foundation for Women oft mehr Gewalt und schwerere Formen der sexuellen Ausbeutung erfahren.

## Menschenhandel in Thailand

### Geschichte der Sexindustrie und Menschenhandels
Im 18. Jahrhundert wurde Thailand stark industrialisiert. Die dadurch angestiegenen Lebenshaltungskosten bewegte viele Menschen in die Städte zu ziehen, um dort in Fabriken zu arbeiten. Mit dem Wachstum der Städte stieg die Nachfrage nach Prostitution, wobei der kommerzialisierte Sex in Thailand noch eine kleine Industrie blieb. Einen großen Aufschwung erlebte die Sexindustrie erst zu Zeiten des Korea- und Vietnamkrieges in den 1950ern und 1970ern durch die stationierten Soldaten. Vor allem Frauen aus ärmeren Regionen in Thailand zogen in die Nähe von Militärbasen, um dort sexuelle Dienstleistungen für die stationierten Soldaten anzubieten. Nach den Kriegen bestand die entstandene Sexindustrie weiter und wuchs stetig durch Sextouristen sowie Investitionen und Bewerbung durch die thailändische Regierung.
Nach Schätzungen arbeiteten in den 1990ern ca. 400.000 Menschen in der Sexindustrie. Heute hat die thailändische Sexindustrie ein Volumen von 6,4 Milliarden Dollar und drei bis fünf Millionen Kunden jährlich. Es wird geschätzt, dass im Jahr 2000 in Thailand 40.000 Kinder im Alter von unter 16 Jahren in der Sexindustrie arbeiteten. Eine Umfrage besagte, dass 54 % dieser im Norden arbeiteten, 29 % im Nordosten und 10 % im Zentrum des Landes. Es wird geschätzt, dass zwischen 1993 und 1995 mit Prostitution 22,5 bis 27 Milliarden Dollar eingenommen wurden.
Thailand ist ein Quell-, Transit- und Zielland für den Menschenhandel in der Sexindustrie. Nach Schätzungen arbeiten 100.000 bis 200.000 thailändische Frauen in der ausländischen Sexindustrie. In Japan sollen es zum Beispiel 50.000 bis 70.000 Frauen sein. Das Durchschnittsalter dieser Frauen ist 12 bis 16 Jahre. In den letzten Jahren gab es viele Fälle von Menschen aus Myanmar, Kambodscha und Laos, die nach Thailand in Bordelle verschleppt wurden. Sie wurden in nördlichen Provinzen wie Chiang Mai und Chiang Rai, zentralen Regionen und östlichen Provinzen wie Trat, Samut Prakan, Samut Sakhon, Chonburi, Chumphon, Songkhla, Narathiwat und Pattani aufgegriffen. Mindestens 80.000 Menschen wurden seit 1990 in die Sexindustrie verkauft. Die Mehrheit der Sexarbeiter in Thailand sind Ausländer. Im Moment werden schätzungsweise 75.000 Kinder in Thailand zur Prostitution gezwungen.

### Beweggründe der Prostituierten
Generell werden wirtschaftliche Lage, die familiäre Situation und die Religiosität als Beweggründe angeführt. Die große ökonomische Kluft zwischen ländlichen Regionen und Bangkok ist ein Faktor für das große Volumen der Sexindustrie in Thailand. Die Familien in ärmlicheren Verhältnissen sind vor allem im Bereich der nördlichen Landwirtschaft tätig. Dort versuchen die meisten Kinder mit einfachen Arbeiten wie Geschirrspülen, Kleiderherstellung und Bettelei ein wenig Geld zu verdienen während andere sich zur Sicherung des Besitzes und Status der Familie für die Prostitution entscheiden. Die Rolle der Familie und die wirtschaftliche Lage gehen damit oft Hand in Hand über.
Eine andere Untersuchung zeigt, dass sowohl Menschen aus wohlhabend als auch armen Haushalten Opfer werden können. Je mehr Bildung ein Kind erhalte, desto höher sei die Gefahr ein Opfer zu werden. Mit den einhergehenden Kosten für die Ausbildung eines Kindes, die bis zur 9. oder 12. Klasse die Schule besuchen, steigen die Erwartungen der Eltern mehr Geld für die Familie zu verdienen. Wenn sie in der Stadt nicht die gewünschte Arbeit finden werden sie dadurch zur finanziellen Unterstützung der Familie in die Sexindustrie gedrängt. Viele Kinder oder junge Erwachsene sehen es als ihre Pflicht, die Investitionen der Familie in sie zurückzugeben und für das Wohlergehen der Familie zu sorgen.
Ein anderer Faktor sind die religiösen Vorstellungen. In Thailand sind 90 % der Bevölkerung Buddhisten. Tugendhaftes Verhalten, das zu einer besseren Wiedergeburt im nächsten Leben führt, schließt die finanzielle Unterstützung der Eltern ein. Es wird davon ausgegangen, dass die Tugend durch die Unterstützung der Familie die Sünde der Arbeit in der Sexindustrie überwiegt. Es wird geschätzt, dass jährlich 300 Millionen US-Dollar von Sexarbeitern an ihre Familien in Thailand gesendet werden.
Weitere Beweggründe sind Verwahrlosung durch Drogenmissbrauch, Nationalität oder ethnische Herkunft, der Aufenthaltsstatus, Arbeitslosigkeit, zerbrochene Familien, Verschuldung, Beschäftigungsgeschichte und Versäumnisse der Strafverfolgungsbehörden.

### Sexhandel von Jungen und Männern
Männer und Jungen werden in Thailand ebenfalls gehandelt. Dabei bietet die thailändische Regierung diesen Opfern oft weniger Schutz als weiblichen Opfern. NGOs fokussieren sich oft auf weibliche Opfer. Viele der männlichen Sexarbeiter in Chiang Mai sind Migranten aus Myanmar oder gehören den angrenzenden Stämmen in Nordthailand an. Die Regierungen gewährt Angehörigen dieser Stämme nicht die Staatsbürgerschaft, sodass sie nur illegal arbeiten können und dadurch leicht zu Opfern des Menschenhandels werden.
Männer und Jungen, die in die Sexindustrie involviert sind, arbeiten zumeist in „Massagesalons“ und Bars. Eine Studie aus dem Jahr 2017 sagte, dass 80 % der Befragten aus der Altersgruppe zwischen 15 und 24 Jahren stammten. Studien fanden starke Korrelationen zwischen dem ethnischen Hintergrund der Sexarbeiter und der Art von Arbeit, die sie in der Sexindustrie ausüben. Zum Beispiel verkaufen burmesische Migranten sich in Chiang Mai aus Nachtclubs und Bars. Die Männer aus den Stämmen aus dem Norden arbeiten eher von Massagesalons aus. Viele dieser Männer und Jungen werden in die Sexindustrie gedrängt durch die Diskriminierung und schlechte Bezahlung in anderen Bereichen wie der Arbeit auf dem Bau oder in Fabriken.
Es gibt nur wenig rechtliche und soziale Hilfe für Männer und Jungen in der Sexindustrie. Ihnen haftet ein großes soziales Stigma an. Männer und Jungen werden nicht als Opfer sexueller Gewalt ernst genommen. Außerdem werden sie zusätzlich oft wegen ihres Migrationshintergrunds, ihrer ethnischen Herkunft, ihres Aufenthaltsstatus, fehlender Sprachkenntnisse, fehlender Bildung und ihrer sexuellen Orientierung diskriminiert.
Anerkennung männlicher Opfer im weltweiten Kampf gegen Menschenhandel: Der fehlende öffentliche Diskurs, der fehlende Einsatz und fehlende rechtliche und soziale Unterstützung, sowie unzureichende Forschung zum Thema der sexuellen Ausbeutung von Männern und Jungen kann mit antiquierten Vorstellungen über Männlichkeit erklärt werden (bezüglich männlicher Sexualität, Dominanz und männlichem Verhalten). Dabei werden Männer als sexuell dominant dargestellt und es existiert die gesellschaftliche Vorstellung, dass Männer nicht oder selten Opfer sexueller Gewalt werden. Diese Einstellung spiegelt sich in der fehlenden Unterstützung von männlichen Opfern des Menschenhandels für die Sexindustrie wider. Dabei sagen Experten, dass die angebliche Stärke und Belastbarkeit junger Männer diese davon abhält, Hilfe zu suchen. Das verhindert ebenfalls, dass Organisationen, die gegen Menschenhandel vorgehen, sich auch an männliche Opfer richten oder sich um sie kümmern. Außerdem gründen sich auch keine Organisationen, die sich auf männliche Opfer spezialisieren. In den Netzwerken, die männliche Opfer unterstützen, wird oft nicht auf spezielle Bedürfnisse der Opfer Rücksicht genommen. Dazu gehören spezifische Hilfe, die auf Grund von Migrationshintergrund, sexueller Orientierung, Drogenmissbrauch, sozioökonomischem Hintergrund und gesundheitlichen Problemen benötigt wird. Es besteht ein doppeltes Stigma für männliche Opfer der Sexindustrie dadurch, dass sie homosexuell sind oder homosexuelle Handlungen durchführen und gleichzeitig auch Sexarbeit. Die Scham und das Stigma macht es Opfern schwer, sich Hilfe zu suchen oder Selbsthilfegruppen zu gründen. Männliche Opfer werden häufiger von der Polizei verhaftet als weibliche Opfer und sie erfahren auch mehr Polizeigewalt.

### Risiken für Opfer
Da der thailändische Menschenhandel sich schwerwiegend auf die sexuelle Ausbeutung konzentriert sind die Hauptrisiken für Betroffene HIV/Aids, andere sexuell übertragbare Krankheiten und ungewollte Schwangerschaften. In den 1990ern glaubten thailändischen Sexarbeiter, dass sie nur schwanger werden würden oder sich mit Krankheiten infizieren, falls es ihr „Schicksal“ wäre. So blieben sie ungeschützt und besuchten weniger oft einen Arzt. Die meisten dieser Mädchen waren zwischen 12 und 16 Jahre alt. Oft resultiert eine Krankheit auch daraus, dass die Opfer keine Möglichkeit haben mit den Freiern zu verhandeln.

## Schutz und Prävention
1992 initiierte die thailändische Regierung ein Programm mit Familien und Bürgern, um die Einstellungen zur Kinderprostitution zu ändern. Es wurden ebenfalls Gesetze gegen Sexhandel eingeführt. 1996 verabschiedete Thailand ein Gesetz mit dem Prostitution Erwachsener zur Straftat wurde. Bei der Überführung von Freiern müssen sie Strafzahlungen tätigen. Minderjährige Prostituierte werden zwangsweise in sozialen oder staatlichen Einrichtungen untergebracht. Wenn Eltern ihre Kinder in den Sexhandel verkauft haben, werden sie seit dem dafür bestraft. 1997 verabschiedete Thailand ein Gesetz gegen Menschenhandel. Jedoch erkannte das thailändische Gesetz erwachsene Männer nicht als Opfer des Menschenhandels an. 1999 wurde eine Absichtserklärung bezüglich der Behandlung von Frauen und Kindern, die Opfer des Menschenhandels wurden, unterzeichnet. Dabei handelt es sich um Richtlinien für Behörden, wie sie gegen Menschenhändler aktiv werden sollen und „soziale Hilfe für Frauen und Kinder, die Opfer des Menschenhandels wurden“, bereitstellen sollen.
2008 wurde ein neues Gesetz gegen Menschenhandel verabschiedet, der sogenannte Anti-Trafficking in Person Act BE 2551. Die dort genannte Definition des Menschenhandels schloss auch Männer mit ein und richtet sich nach dem Palermo-Protokoll. Das Palermo-Protokoll, das Teil der Konvention zu organisierter Kriminalität der Vereinten Nationen ist, beinhaltet eine Definition des Menschenhandels und ruft alle Unterzeichner dazu auf, Gesetze gegen Menschenhandel zu verabschieden und mit anderen Ländern bei der Bekämpfung des Menschenhandels zu kooperieren. Bis Dezember 2014 wurde es von 166 Ländern unterzeichnet, Thailand eingeschlossen. Thailand ratifizierte das Palermo-Protokoll am 17. Oktober 2013.
Darüber hinaus hat Thailand mehrere bilaterale Absichtserklärungen mit anderen Ländern gegen Menschenhandel abgeschlossen. Mit Kambodscha 2003, mit Laos 2005 und mit Myanmar 2009. Dabei existieren zu dem Thai-Lao MOU und dem Thai-Myanmar MOU zusätzlich Aktionspläne, ein Fallmanagement ist implementiert, um transnationale Schwierigkeiten zu regeln.
Im Jahr 2018 erließ das Anti-Geldwäsche-Büro (AMLO) einstweilige Verfügungen über Vermögenswerte im Wert von mehr als 509 Millionen Baht (15,73 Millionen Dollar) in Fällen von Menschenhandel, verglichen mit 14 Millionen Baht (432.770 Dollar) im Jahr 2017. Die Regierung unterhält spezialisierte Abteilungen zur Bekämpfung des Menschenhandels innerhalb des Bangkoker Strafgerichtshofs, der Generalstaatsanwaltschaft (OAG) und der Königlich Thailändischen Polizei (RTP).
Thailand ist außerdem Mitglied von COMMIT Process (Coordinated Mekong Ministerial Initiative Against Human Trafficking), ein Netzwerk aus sechs Ländern gegen Menschenhandel (Kambodscha, China, Laos, Myanmar, Thailand und Vietnam). Dabei wird für COMMIT von den Mitgliedern jährlich ein Arbeitsplan erstellt, sowie regionale Aktionspläne. So hat sich Thailand dazu verpflichtet, den Menschenhandel zu bekämpfen und hat dazu viel internationale Unterstützung.
Gerade implementiert Thailand seinen zweiten Nationalplan zur Unterdrückung und Prävention des Menschenhandels. Dabei werden immer wieder neue Nationalpläne von Behörden und Nichtregierungsorganisationen erarbeitet.